# Choriaster granulatus
Choriaster granulatus is een vijfarmige zeester uit de familie Oreasteridae. De wetenschappelijke naam van deze soort werd in 1869 gepubliceerd door Christian Frederik Lütken.
De bovenkant van deze zeester is bedekt door een gladde huid waardoorheen kleine uitstulpingen (papulae) naar buiten steken die als kieuwen fungeren en het dier een korrelig uiterlijk geven. De soort komt voor op koraalriffen van de Grote Oceaan en de Indische Oceaan waar hij zich voedt met koraalpoliepen en andere vertebraten. Diameter: tot 30 cm.